# Apollinaris de Almeida
Apollinaris de Almeida SJ (* 22. Juli 1587 in Lissabon; † 15. Juni 1638) war ein portugiesischer Jesuitengeistlicher und Märtyrer.
Almeida besuchte in Lissabon das Colégio de Santo António. Mit 14 Jahren trat er in den Jesuitenorden ein. Er studierte in Évora und Coimbra und lehrte dann Philosophie am Colégio de Santo António und später Biblische Exegese an der Universität Évora.
Almeida wurde 1623 zum Priester geweiht. 1624 ernannte ihn König Philipp III. von Portugal zum Bischof von Nicaea und zum Koadjutor mit Nachfolgerecht von Afonso Mendes, dem Patriarchen von Äthiopien.
José de Melo weihte ihn in Évora zum Bischof. Mitkonsekratoren waren Manuel dos Anjos OFMObs, Weihbischof in Évora und Tomé de Faria OCarm, Weihbischof in Lissabon. Im April 1628, nach seiner Weihe, brach er nach Indien auf. Im Oktober 1629 kam er in Goa an. Er reiste nach Masswa, einer Insel vor Äthiopien, und kam am 20. August 1630 dort an. Am 16. Dezember 1630 wurde er dem äthiopischen Kaiser Sissinios vorgestellt, der bereits 1622 auf Betreiben des jesuitischen Missionars Pedro Páez 1622 in einer öffentlichen Zeremonie zum Katholizismus konvertiert war. Hierdurch kam es aber zu Unruhen im Land. Es kam zu bürgerkriegsähnlichen Zuständen. Im Juli 1632 musste Sissinios zugunsten seines Sohnes Fasilides auf den Thron verzichten. Almeida, Hyacinth Franceschi und Francis Rodrigues ging in den Untergrund, als sie ausgewiesen werden sollten. Patriarch Mendes schrieb in einem Brief an Rom, dass das Martyrium zwischen dem 9. und 15. Juni 1638 stattfand. Der Seligsprechungsprozess für Almeida und sieben weitere Jesuiten wurde 1902 eingeleitet.